# Pleteni ukras
Pleteni ukras, preplet, pleter ili pletena ornamentika je dekoracija ili ukrasna forma koja se primenjuje u različitim oblastima ljudske delatnosti — umetnosti, graditeljstvu i zanatstvu. Nastaje upletanjem dve, tri ili više traka u raznim materijalima, koje potom obrazuju različite oblike. Pleteni ukrasi su najčešće geometrijskog oblika poput osmice, krugova (medaljona), prepletenih dijagonala, pletenice, pravokugaonika, pereca ili krstova. Ponekad je pleteni ukras nastao i kombinovanjem više elemenata, ili različitih geomatrijskih formi. 

## Opšte informacije
Pleteni ukrasi sa raznim motivima kroz ljusku istoriju prenose se iz jedne kulture u drugu, pri čemu se nešto što je značajno za jedan mentalitet usvaja, a ostalo menja ili prilagođava. Oni su često tipični i za određenu etničku celinu, kulturni krug, stil ili vremenski period. Umetnost svih etnoloških grupa posebno neguje pletene ukrase u svim oblicima likovnog stvaralaštva. U motivima, oblicima i bojama pletenih ukras, često se ogleda i duh , mentalitet i podneblje. Mada i etničko i geografsko poreklo utiče na izgled pletanih ukrasa.
Važnu karakteristika pletenih ukras predstavlja i njihova povezanost sa simbolima hrabrosti, vere, pravičnosti, mudrosti... U tom smislu često su pleteni ukrasi predstavljani motivima krsta, ljiljana, drveta života, nara, zmije, lava, ključa itd. 
Osim oblika, i boja pletenih ukrase imala je važnu ulogu i simboličko značenje, kao npr. crvena boja je simbol moći i vlasti, crna žalosti, bela nevinosti i čistote, itd. 
Materijali
Pleteni ukras se javljuje na različitim materijalima: kamenu, keramici, metalu, drvetu i tkanini. 
Namena
Osim ukrasne funkcije, koja je najzastupljenija, u različitim kulturama pleteni ukrasi kriju u sebi i različita simbolična značenja pa tako na primer: 
- u bliskoistočnoj mitologiji predstavljaju simbol vode i zmije,
- u keltskoj umetnosti simbolizuju isti pojam kao i Urobor (грч. ουροβόρος, од „ουροβόρος όφις“ – „zmija koja jede sopstveni rep“) – beskonačnost i večno obnavljanje.[2]

U izradi pleteniih ukrasa na širokom području Evrope, Azije i severne Afrike; počev od Španije do Mađarske, oko područja Sredozemlja, do Jermenije i Gruzije, često se koriste različiti motivi. U ostalim delovima sveta pleteni ukrasi iako su prisutni, slabije su zastupljeni.

## Istorija
Početke nastanka pletenog ukrasa teško je odrediti, iako se najraniji primerci nalaze na sumerskim okruglim i valjkastim pečatima (3. vek. p. n. e.), na sirijskoj gliptici, a od gvozdenog doba (oko 800. godine p. n. e. do 1. veka n. e..) nalaze se i na prostoru Evrope. 

### Pleteni ukrasi u antici
Pleteni ukras je bio čest motiv i u etrurskoj umetnosti, a u antičkom periodu doživljava procvat u obliku ukrasnog opšiva mozaika koji su krasili podne površine javnih i privatnih građevina poput rimskih letnjikovaca (villa rustica). 
Pleteni ukrasi u periodu seobe naroda i srednjovekovnoj Evropi
Tokom Velike seobe naroda u Evropi (od 4. do 7. veka), germanske i nomadske populacije naseljavajući nova područja u Evropi donosili su sa sobom i njima specifičnu varvarsku umetnost. Nosioci ove umetnosti bila su germanska plemena, među koje ubrajamo i Langobarde koji su kroz Panoniju 568. godine stigli u Italiju, i u njoj pod uticajem rimske kulture stvorili jedan od stilova koji karakteriše prikazi šematizovanih životinja uokvirenih kompleksnim pletenim ukrasom. 
U predromaničko i ranoromaničko doba u Evropi i Sredozemlju (kraj 8. do 11. vek.), pletenim ukrasom ukrašavani su delove crkvene arhitekture i crkvenog nameštaja. 

### Pleteni ukrasi u Irskoj Britaniji i Skandinaviji
U Irskoj i Britaniji tokom ranog srednjeg veka, od 8. do 10. veka (u Irskoj čak do 12. veka) razvijao se umetnički pravac nazvan inzularna ili ostrvska umetnost. Ova umetnost nastala je kao spoj kulturne ostavštine rimske umetnosti, rada hrišćanskih misionara i donnetih umetnički elemenata iz varvarske umetnosti. U ovome umetničkom izrazu naglasak je stavljan na primenu pletenih ukrasa u raznolikim geometrijskim oblicima koji su uvek bili u vezi sa hršćanskom simbolikom. Nešto slično javilo se i na području Skandinavije u kojoj je nastala vikinška umetnost različitih stilova. 

### Pleteni ukrasi na Bliskom istoku
Na području Bliskog istoka pleteni ukrasi u srednjem veku bili su jako popularni Na području Egipta pleteni ukras je bio vrlo popularan i rasprostranjen među koptskim hrišćanima, kao i na prostoru Jermenije i Gruzije gde je korišćen kao ukras na kamenim crkvama u periodu od 11. do 13. veka. Tako je nastao pojam Jermenski hačkar (Khachkars) za kamene spomenike s reljefnim prikazima krstova okruženih raznim geometrijskim ukrasima, najčešće kompleksnom pletenom ornamentikom. Hačkari se prvi put pojavljuju u 9. veku, ali tradicionalna izrada ovih spomenika postoji i do danas, pa se tako na području Jermenije može pronaći više od 50.000 spomenika, sa pletenim ukrasima.

### Pleteni ukrasi u Dalmaciji
Na jadranskom priobalnom području u ranom srednjem veku, paralelno sa stvaranja hrvatske kneževine, razvijala se i bogata graditeljska delatnost, sa kojom se „rame uz rame” razvija i klesarski zanat o kome svjedoče brojni ostaci
kamenog crkvenog nameštaja i arhitektonskih ukrasa širom Dalmacije. 
U razdoblju predromaničke umetnosti (koja se često naziva i umetnost hršćanstva), pleteni ukras koji raskošno prekrivaju
najistaknutije delove kamenog namjštaja davali su poseban izgled crkvama. Geometrijskoj beskonačnosti pletenim ukrasima klesari su dodavali i biljne elemente: lozu, palme i rozete, a na delove spomenika stavljali su krst uz koji su umetali
ptice koje simbolički zokružuju grozdove božanske reči. Jedan od popularnijih motiva predstavljao je i Solomonov čvor.

### Pleteni ukrasi u Srbiji
Najrasprostanjeniji vid likovnog izražavanja u narodnoj umetnosti na prostoru Srbije, primenom pletenih ukras iskazan je u tekstilnim rukotvorinama. U njima se koriste stilizovani figuralna i geometrijski pleteni ukrasi. Osnovnu tekstilnog umeća i podlogu čini tkanje. 
Pleteni ukrasi se nalazi na značajnim mestima srpske narodne nošnje: grudima, rukavima, suknjama, pregačama, torbama, ćilimima. Pored geometrijskih formi< koje su najčešče izdvajau se floralni motivi kao što su cvetovi, listovi, loza.
Moravski stil pletenih ukrasa, jako je poznat u srpskoj srednjovekovnoj arhitekturi, a sam naziv je dobio po reci Moravi u čijem slivu su podizani sakralni objekti. Vrlo čest slučaj upotrebe pletenih ukrasa na kamenim rozetama, kao i reljefa koji pokrivaju sve okvire portala, prozora, ikonostasa Stil, sam po sebi, predstavlja autentični srpski stil. Najznačajniji arhitektonski spomenici moravskog stila su manastir Ravanica, Ljubostinja, Kalenić i Manasija.